# Yuhuangmiao (köping i Kina, Henan, lat 34,33, long 114,56)
Yuhuangmiao (kinesiska: 玉皇庙, 玉皇庙镇) är en köping i Kina. Den ligger i provinsen Henan, i den centrala delen av landet, omkring 96 kilometer sydost om provinshuvudstaden Zhengzhou. Antalet invånare är 50 942. Befolkningen består av 24 982 kvinnor och 25 960 män. Barn under 15 år utgör 23,0 %, vuxna 15-64 år 67 %, och äldre över 65 år 8,0 %.
Genomsnittlig årsnederbörd är 833 millimeter. Den regnigaste månaden är juli, med i genomsnitt 193 mm nederbörd, och den torraste är januari, med 4 mm nederbörd.